# Wiesbadener Modell
Der Begriff Wiesbadener Modell stammt aus dem deutschen Steuerrecht; er bezeichnet eine spezielle rechtliche Gestaltung bei der Aufspaltung eines Unternehmens in ein Besitzunternehmen und ein Betriebsunternehmen unter Vermeidung der steuerlichen Konsequenzen der Betriebsaufspaltung.
Das Wiesbadener Modell beschreibt eine Gestaltung, bei der sich die Betriebsgrundlagen im Eigentum des einen Ehegatten befinden (und an den anderen Ehegatten verpachtet sind), während dem anderen Ehegatten das Betriebsunternehmen gehört. Die Rechtsprechung geht in diesen Fällen davon aus, dass keine personelle Verflechtung vorliegt; damit können auch keine negativen steuerliche Folgen entstehen. Derjenige Ehegatte, dem die Betriebsgrundlagen gehören, erzielt Einkünfte aus Vermietung und Verpachtung, die nicht der Gewerbesteuer unterliegen.
Dennoch kann auch beim Wiesbadener Modell bei Vorliegen entsprechender Beweisanzeichen eine personelle Verflechtung angenommen werden.